# Рузаевка (станция)
Руза́евка — железнодорожная станция Пензенского региона Куйбышевской железной дороги, крупный железнодорожный узел на пересечении исторического направления Транссибирской магистрали и Нижегородско-Харьковского хода. Расположен в городе Рузаевке Республики Мордовия. Ежедневно со станции отправляется более 30 пассажирских поездов дальнего и пригородного сообщений.

## История
В 1856 году правительством был утверждён первоначальный вариант Московско-Саратовской железнодорожной линии через Рязань, Рузаевку, Сызрань. Было организовано акционерное общество Московско-Саратовской железной дороги во главе с Карлом фон Мекком, его сыном Николаем и их компаньоном фон Дервизом. Общество построило участок Москва — Рязань, но в связи с финансовыми трудностями строительство было приостановлено. Однако, этот участок приносил неплохие доходы, и фон Дервиз самостоятельно сформировал общество Московско-Рязанской (позднее Московско-Казанской) железной дороги. В 1866 году открыто движение из Рязани до Ряжска и далее на Козлов (Мичуринск).
В 1891 году предложен проект соединения железнодорожным путём Москвы с Казанью от Рязани. Организацию дороги передали акционерному обществу фон Мекка. Экономические расчёты обосновали вести её через Рузаевку, Саранск, Алатырь. Существует версия, что крупный железнодорожный узел должен был расположиться в Саранске, но под его строительство было необходимо отчуждение дорогой городской земли. В результате станция была построена на пустынном месте в 20 верстах к юго-западу от Саранска, вблизи села Рузаевка, получив своё название от этого села. 1 сентября 1893 года было открыто регулярное движение от Сасова до Рузаевки. Через полтора года, 16 декабря 1895 года открыто движение через Рузаевку на Пензу. 28 декабря 1898 года начали ходить поезда по линии Сызрань — Рузаевка, а в 1899 году было открыто движение поездов между Симбирском и Инзой, тем самым соединив Рузаевку с Симбирском. В 1900 году поезда пошли от Рузаевки до Тимирязева (Красный Узел).
В декабре 1905 года на территории станции произошла забастовка пролетариата, получившая название Рузаевская республика. Она стала одной из крупнейших в истории стачечного движения Мордовии.

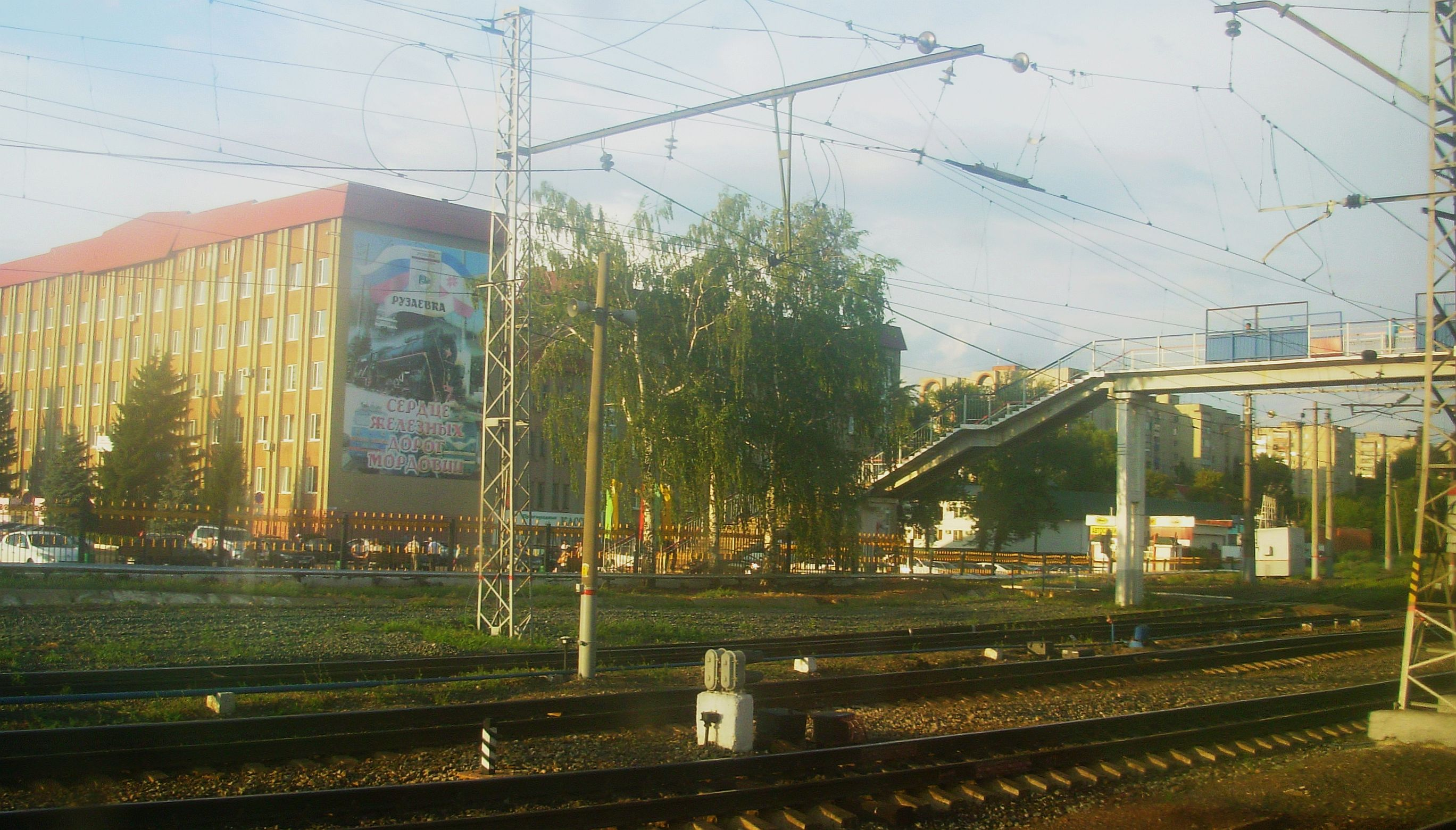
Станция в 2014 году
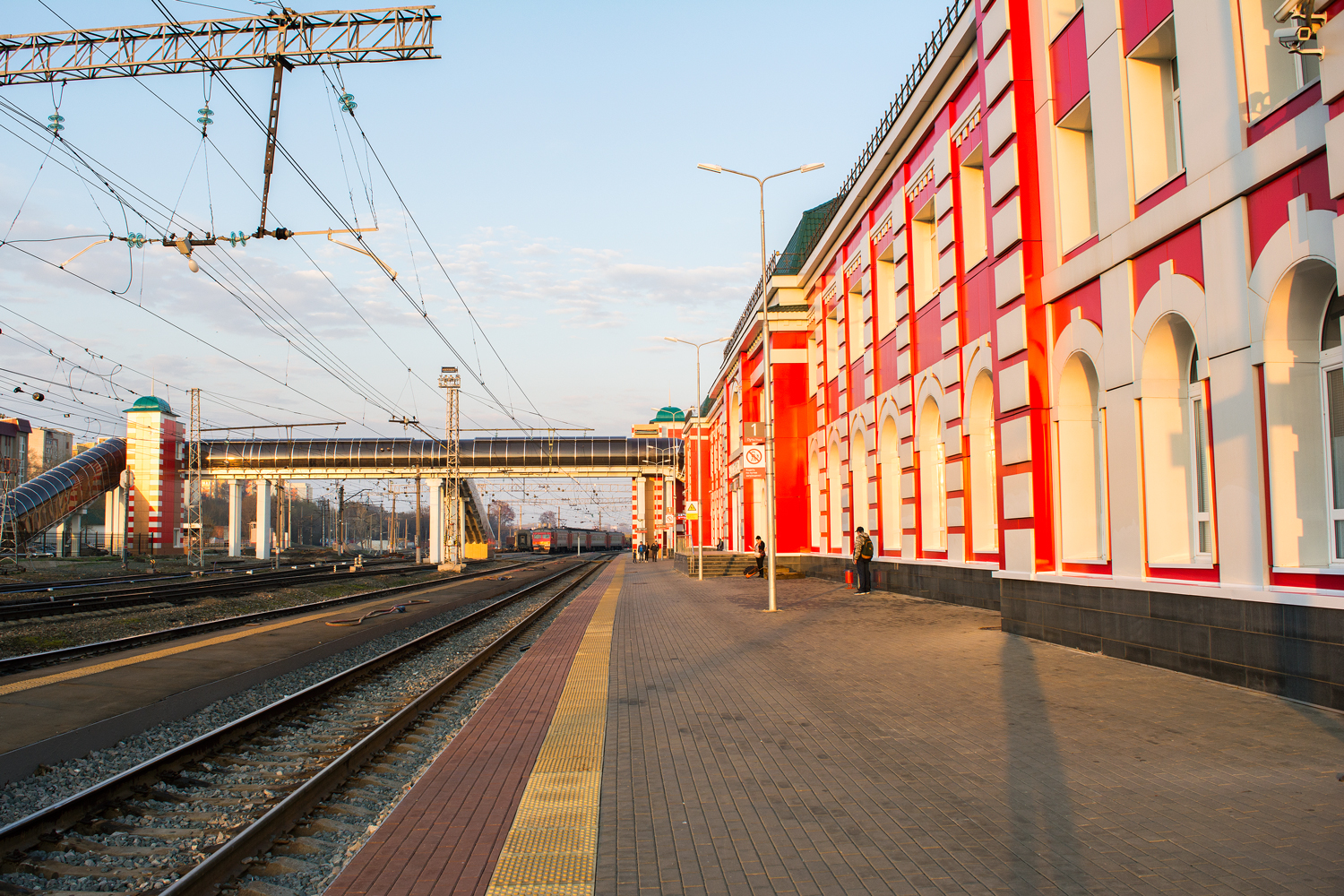
Современный вид, 2018 год

## Техническая информация
Станция Рузаевка по характеру работы является сортировочной станцией, по объёму выполняемой работы отнесена к 1-му классу. Электрифицирована постоянным током 3 кВ. Включена в диспетчерскую централизацию участка Рузаевка — Кустарёвка. Находится на автономном управлении, с контролем положения стрелок и сигналов на пульте ДНЦ.
На станции делают остановку поезда всех категорий и производится смена локомотивных бригад пассажирского (участок Москва — Самара) и грузового (участок Рыбное — Октябрьск) сообщений.

### Инфраструктура
На станции располагаются структурные подразделения из состава Куйбышевской дирекции инфраструктуры, осуществляющие комплексный контроль за техническим обслуживанием сооружений и устройств железнодорожного транспорта:
- Рузаевская дистанция пути (ПЧ-20 Рузаевка);
- Рузаевская дистанция сигнализации, централизации и блокировки (ШЧ-2 Рузаевка);
- Рузаевская дистанция электроснабжения (ЭЧ-3 Рузаевка);
- Рузаевская дистанция гражданских сооружений (НГЧ-2 Рузаевка);
- Путевая машинная станция (ПМС-146 Рузаевка);
- Куйбышевская дирекция пассажирских обустройств (КДПО).

Устройства связи обслуживает Пензенский региональный центр связи (РЦС-1).

### Парки путей
- Центральный парк — западный парк с пассажирским терминалом. На станции находятся эксплуатационное депо ТЧЭ-5 Рузаевка и моторвагонное депо ТЧ-7 Рузаевка. В парке 16 путей, из них 2 главных (№ 1, 2), 13 приёмо-отправочных (№ 3—13, 69—70) и 1 для приёма грузовых поездов (№ 14). Имеются подъездные пути: на вагонное ремонтное депо Рузаевка  АО «ВРК-3» (ВЧДр Рузаевка) и на АО «Рузхиммаш». В парке располагается пункт технического осмотра вагонов ВЧДЭ-2 Рузаевка и производственные участки ПЧ-20, ШЧ-2, ЭЧ-3 и восстановительного поезда ВП-16 Рузаевка. Пост ЭЦ располагается в нечётной горловине[5].
- Сортировочный парк — южный парк. В парке расположена автоматизированная сортировочная горка. В парке 1 главный путь (ЧАП) и 16 сортировочных путей (1с—16с). Располагается один неохраняемый переезд (3 км)[5].
- Пензенский парк — восточный парк. В парке 15 путей, из них 4 главных (№ 1, 2, 3, 15), остальные приёмо-отправочные (№ 5, 7—14, 17, 19). Подъездные пути отсутствуют. Пост ЭЦ и зал ожидания располагаются в нечётной горловине. От парка уходит ответвление к участку Пенза — Красный Узел. Допустимая скорость движения всех поездов по парку — 60 км/ч. В парке расположен остановочный пункт Голицино[5].

### Границы станции
Границами станции являются:
- В нечётном направлении:

Со стороны станции 626 км: по I главному пути — входной светофор литера «Н», по II главному пути — входной светофор литера «НД».
Со стороны станции Новые Полянки: по I главному пути — входной светофор литера «НК».
- В чётном направлении:

Со стороны станции Пишля: по I главному пути — входной светофор литера «ЧВ», по II главному пути — входной светофор литера «Ч».
Со стороны станции 9 км: по I главному пути — входной светофор литера «ЧП».
Со стороны станции Новые Полянки: по II главному пути — входной светофор литера «ЧИО».

### Прилегающие к станции перегоны
- В нечётном направлении:
  - Рузаевка — Пишля — двухпутный. 
 По I главному пути — односторонняя трёхзначная автоблокировка для движения пассажирских и грузовых поездов нечетного направления.
 По II главному пути — односторонняя трёхзначная автоблокировка для движения пассажирских и грузовых поездов четного направления. 
Перегон оборудован устройствами для движения поездов по неправильному пути по сигналам АЛСН.
  - Рузаевка — 9 км — однопутный. 
Двусторонняя трёхзначная автоблокировка для движения пассажирских и грузовых поездов обоих направлений[5].

- В чётном направлении:
  - Рузаевка — 626 км — двухпутный. 
По I главному пути — двусторонняя трёхзначная автоблокировка без проходных светофоров для движения пассажирских и грузовых поездов обоих направлений.
 Путь является правильным для движения нечётных поездов.
По II главному пути — двусторонняя трёхзначная автоблокировка без проходных светофоров для движения пассажирских и грузовых поездов обоих направлений.
 Путь является правильным для движения чётных поездов.
  - Рузаевка — Новые Полянки — двухпутный. 
По I главному пути — двусторонняя трёхзначная автоблокировка для движения пассажирских и грузовых поездов обоих направлений.
 Движение по пути осуществляется по правилам для однопутных перегонов. 
По II главному пути — двусторонняя трёхзначная автоблокировка без проходных светофоров для движения грузовых поездов обоих направлений.
 Движение по пути осуществляется по правилам для однопутных перегонов[5].

## Вокзал станции
| Объект культурного наследия народов РФ регионального значения (Мордовия) | Объект культурного наследия России регионального значения рег. № 131510400570005 (ЕГРОКН) объект № 1300366000 (БД Викигида) |

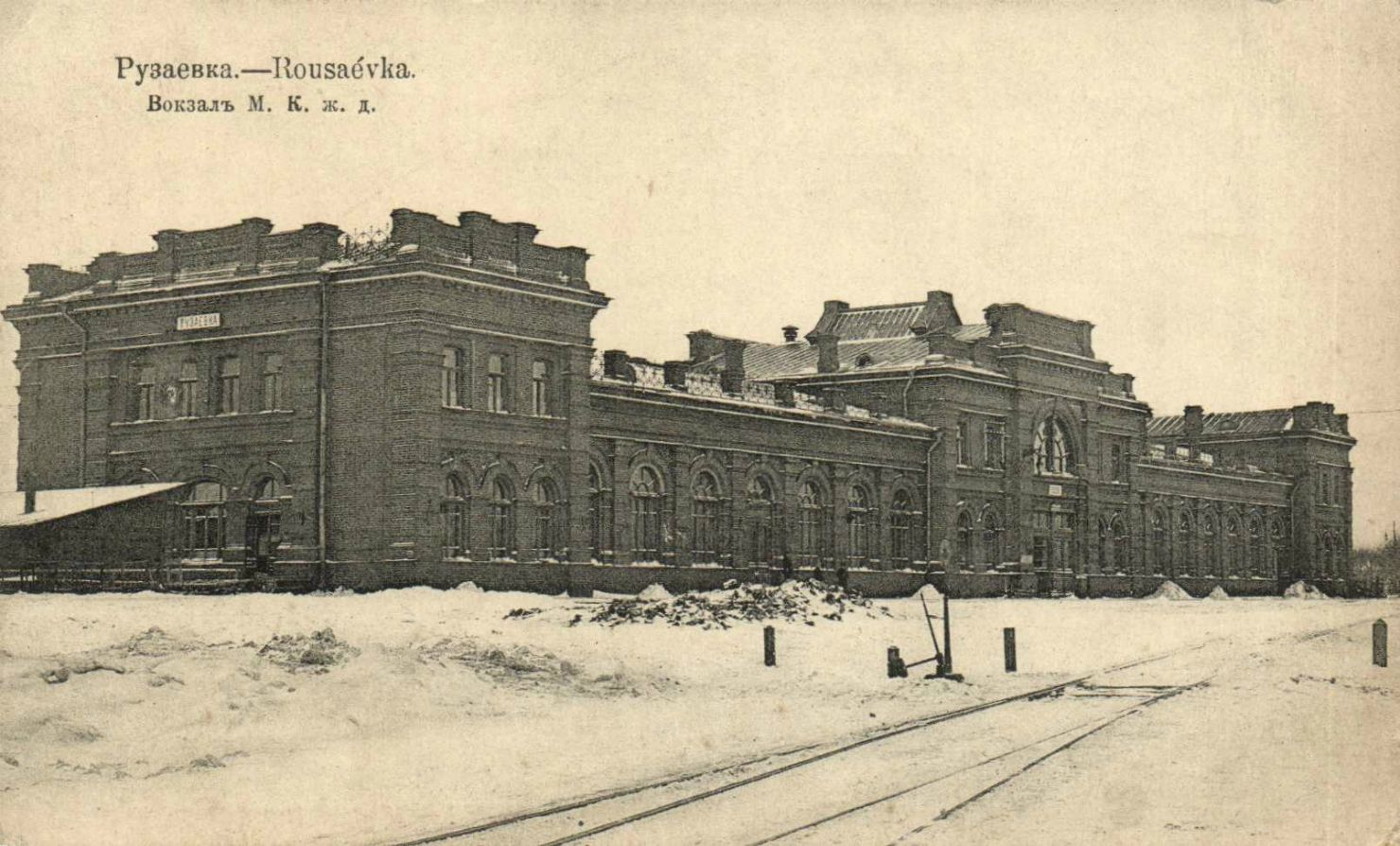
Вокзал станции Рузаевка. Начало XX века

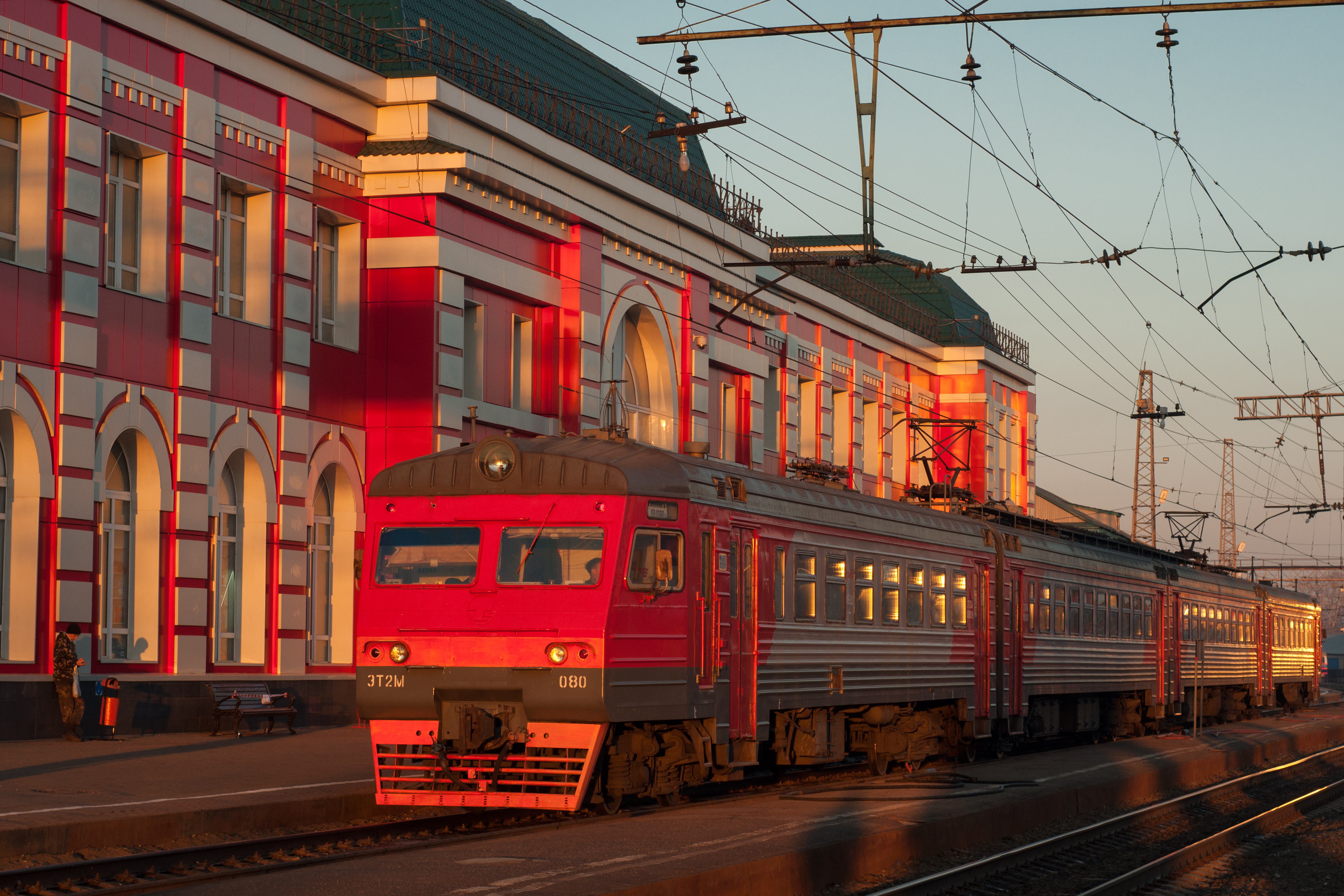
Электропоезд ЭТ2М-080 возле вокзала

В 1895 году в Рузаевке построен железнодорожный вокзал, один из старейших памятников архитектуры города, который дважды реконструировался. В настоящее время представляет собой железнодорожное структурное подразделение площадью более 3,2 тыс. кв. м. Оснащён современными билетными кассами, кассовым залом, работает сервис-центр, открыты комфортабельные комнаты отдыха и гостиничные номера, современный медицинский пункт. Одновременно вокзал может принять до 500 человек. Вокзал имеет 4 приёмоотправочные платформы.
В 2017-2018 годах, в рамках подготовки железнодорожной инфраструктуры к проведению чемпионата мира по футболу 2018, вокзальный комплекс прошёл модернизацию. Проведена реконструкция посадочных платформ, выполнены ремонтные работы в помещениях вокзала, построен новый пешеходный надземный переход.
Адрес вокзала: Россия, 431440, Республика Мордовия, город Рузаевка, Привокзальная площадь, 2.

## Пассажирское движение

### Пригородное сообщение
Пригородные пассажирские перевозки до Зубовой Поляны, Инзы, Красного Узла и обратно осуществляет Башкортостанская ППК электропоездами ЭД4М и ЭТ2М приписки ТЧ-7 Рузаевка.

### Поезда дальнего следования
По графику на 2020 год через станцию курсируют следующие поезда дальнего следования:
Круглогодичное движение поездов
| № поезда                | Маршрут движения            | № поезда                | Маршрут движения            |
| ----------------------- | --------------------------- | ----------------------- | --------------------------- |
| 5                       | Ташкент — Москва            | 6                       | Москва — Ташкент            |
| 9 «Жигули»              | Самара — Москва             | 10 «Жигули»             | Москва — Самара             |
| 13 «Южный Урал»         | Челябинск — Москва          | 14 «Южный Урал»         | Москва — Челябинск          |
| 17                      | Бишкек — Москва             | 18                      | Москва — Бишкек             |
| 21 «Ульяновск»          | Ульяновск — Москва          | 22 «Ульяновск»          | Москва — Ульяновск          |
| 41 «Мордовия»           | Саранск — Москва            | 42 «Мордовия»           | Москва — Саранск            |
| 49 «Двухэтажный состав» | Самара — Москва             | 50 «Двухэтажный состав» | Москва — Самара             |
| 52/51 «Сура»            | Пенза — Москва              | 52/51 «Сура»            | Москва — Пенза              |
| 65                      | Тольятти — Москва           | 66                      | Москва — Тольятти           |
| 83                      | Караганда — Москва          | 84                      | Москва — Караганда          |
| 97                      | Ульяновск — Москва          | 98                      | Москва — Ульяновск          |
| 108/107 «Самара»        | Самара — Санкт-Петербург    | 108/107 «Самара»        | Санкт-Петербург — Самара    |
| 115                     | Уфа — Москва                | 116                     | Москва — Уфа                |
| 119                     | Саранск — Москва            | 120                     | Москва — Саранск            |
| 137                     | Оренбург — Москва           | 138                     | Москва — Оренбург           |
| 149                     | Андижан — Москва            | 150                     | Москва — Андижан            |
| 325                     | Пермь — Новороссийск        | 326                     | Новороссийск — Пермь        |
| 335                     | Екатеринбург — Новороссийск | 336                     | Новороссийск — Екатеринбург |
| 337/338                 | Самара — Санкт-Петербург    | 337/338                 | Санкт-Петербург — Самара    |
| 347/348                 | Уфа — Санкт-Петербург       | 347/348                 | Санкт-Петербург — Уфа       |
| 391                     | Челябинск — Москва          | 392                     | Москва — Челябинск.         |

Сезонное движение поездов
| № поезда | Маршрут движения      | № поезда | Маршрут движения      |
| -------- | --------------------- | -------- | --------------------- |
| 251      | Димитровград — Москва | 252      | Москва — Димитровград |
| 507      | Ижевск — Новороссийск | 508      | Новороссийск — Ижевск |

## Происшествия
- 27 декабря 2001 года около 5 часов утра на станции было допущено столкновение пассажирского поезда № 66, следовавшего по маршруту Москва — Тольятти, и грузового поезда № 2235. Столкновение произошло при скорости движения грузового поезда 20 км/час и пассажирского 22 км/час. Причиной крушения поездов явился проезд запрещающего показания выходного светофора Н5 на станции Рузаевка (Центральный парк) локомотивной бригадой грузового поезда № 2235. В результате столкновения травмированы и доставлены в больницу машинист и помощник поезда № 66[9].

- 8 августа 2015 года в 10 часов 36 минут на 2-м километре пикете 1 внутриузлового соединения Пензенского и Центрального парков станции Рузаевка в пассажирском поезде № 233 Екатеринбург — Адлер при скорости 26 км/ч, в режиме выбега произошел сход четырех головных вагонов. В результате схода получили легкие телесные повреждения 3 человека, повреждено 75 метров пути, деповскому ремонту подлежало 4 пассажирских вагона. Проведённой комиссионной проверкой установлено, что причиной происшествия явилось отсутствие рельсовых скреплений в результате незаконного вмешательства в деятельность железнодорожного транспорта, что при движении поезда в кривом участке пути привело к раскантовке левой упорной нити пути и сходу вагонов. Перерыв в движении по данному участку пути составил 14 часов 56 минут[10].

### Комментарии
1. ↑  ГОСТ Р 53431-2009: «...Станция автономного управления: железнодорожная станция на участке диспетчерской централизации, управление которой осуществляет дежурный по станции под контролем поездного диспетчера...»